# سیارک ۲۰۳۲۱
سیارک ۲۰۳۲۱ (به انگلیسی: 20321 Lightdonovan، نامگذاری:1998HJ19) بیست هزار و سیصد و بیست و یکمین سیارک کشف شده‌است که در ۱۸ آوریل ۱۹۹۸ کشف شد.
قدر مطلق سیارک برابر ۱۰.۲ است.